# Андорра на летних Олимпийских играх 2000
Андорра принимала участие в Летних Олимпийских играх 2000 года в Сиднее, но не завоевала ни одной медали. Страну на играх представляли 5 спортсменов.

## Состав олимпийской сборной Андорры

### Плавание
Спортсменов — 1
В следующий раунд на каждой дистанции проходили лучшие спортсмены по времени, независимо от места занятого в своём заплыве.
Мужчины
| Спортсмен    | Соревнование        | Предварительные заплывы | Предварительные заплывы | Полуфиналы | Полуфиналы | Финал     | Финал     |
| Спортсмен    | Соревнование        | Результат               | Место                   | Результат  | Место      | Результат | Место     |
| ------------ | ------------------- | ----------------------- | ----------------------- | ---------- | ---------- | --------- | --------- |
| Сантьяго Деу | 200 м вольный стиль | 1:59,31                 | 51                      | Не прошёл  | Не прошёл  | Не прошёл | Не прошёл |

### Стрельба
Всего спортсменов — 1
После квалификации лучшие спортсмены по очкам проходили в финал, где продолжали с очками, набранными в квалификации. В некоторых дисциплинах квалификация не проводилась. Там спортсмены выявляли сильнейшего в один раунд.
Мужчины
| Спортсмен       | Соревнование | Квалификация | Место | Финал     | Место     | Всего | Место |
| --------------- | ------------ | ------------ | ----- | --------- | --------- | ----- | ----- |
| Йоан Томаш Рока | Трап         | 101          | 39    | Не прошёл | Не прошёл | 101   | 39    |